# Sauver Lisa
Production
Diffusion
Sauver Lisa est une mini-série française en 6 épisodes de 52 minutes réalisée par Yann Samuell et diffusée depuis le 16 novembre 2021 sur M6. Il s'agit de l'adaptation de la série japonaise Mother (2010),.

## Synopsis
Rose est une institutrice remplaçante. Dans sa nouvelle classe, à Saint-Nazaire, elle donne cours à Lisa. Voyant que Lisa dort souvent en classe, Rose l'emmène à l'infirmerie. L'infirmière indique à l'institutrice que Lisa porte des bleus sur le corps et Rose s'inquiète. Elle fait un signalement aux services sociaux, qui ne constate rien d'anormal. Un soir, Rose, rend visite à la fillette et la trouve dans une poubelle. Elle l'emmène avec elle et décide de la garder près d'elle.
Rose et Lisa simulent une noyade : Lisa laisse son cartable sur le bord du rivage et part en voiture avec son institutrice. Pour ne pas éveiller les soupçons, Lisa change de prénom et devient Charlotte, en hommage à son gâteau préféré, la charlotte aux fraises. Elles partent toutes les deux pour Bordeaux où vit la famille adoptive de Rose mais aussi sa mère biologique qui l'a abandonnée à l'âge de 4 ans et qu'elle n'a jamais revue.

## Fiche technique
- Réalisation : Yann Samuell
- Scénario : Sylvie Audcoeur, Anna Fregonese
- Musique : Cyrille Aufort
- Producteurs : David Amselem, Édouard de Vésinne
- Production : Incognita Films, M6

## Distribution
Sauf indication contraire, les informations mentionnées dans cette section peuvent être confirmées par la base de données cinématographiques IMDb,  présente dans la section « Liens externes ».
- Caroline Anglade : Rose Keller
- Victoria Abril : Isabel Alvarez
- Cristiana Reali : Diane Keller
- Déborah François : Julie Bertho
- Capucine Sainson-Fabresse : Lisa
- Foëd Amara : Mehdi Chaleb
- Olivia Bonamy : Baranski
- Flore Bonaventura : Garance Keller
- Noom Diawara : Valin
- Oscar Copp : Greg
- Jérôme Robart : Luciani
- Tom Novembre : Daniel
- Johane Turpault : Rose (à 6 ans)
- Claudia Bacos : Mélanie Keller
- Guillaume Pottier : Thomas
- Mathilde Freytet : Isabel Alvarez (à 28 ans)
- Sylvie Audcoeur : Mme Germain
- Emmanuelle Grönvold : Martine
- Julie Tajan : Garcia
- Fanny Bihan : Diane (à 25 ans)
- Cécile Bayle
- Juliette Géraux : Vanessa
- Bess Davies : Yasmina
- Emmanuelle Cazal : Mme Rénier
- Jean-Philippe Lachaud : Policier
- Calypso Buijtenhuijs : Nolwenn
- Laura Luna : Réceptionniste
- Amandine Pommier : Infirmière de l'école
- Jean Mouriere : Gardien
- Frédéric d'Elia : Juge
- Anne Saffore : client du salon de coiffure
- Alexandra Hokenschiender : Bibliothécaire
- Aélie Laurent-Vielcanet : Petite fille
- Julie Papin : Reporter commissariat
- Marine Segalen : Médecin hôpital
- Sébastien Boissavit : Policier
- Paco Fuster : Matthias
- Kamal Rawas : Docker
- Larra Mendy : Couturière
- Léna Dodier : Rose (à 3 ans)
- Sébastien Turpault : Employé du port
- Delphine Ledoux : Caroline Boigas
- Samba Sow : Médecin urgentiste

## Tournage
Le tournage a lieu du 5 octobre 2020 au 15 janvier 2021 en Dordogne (notamment au Château de Commarque, à Chamiers, Périgueux), à Saint-Nazaire et Bordeaux,,,.

## Accueil
La série est bien accueillie par la presse : « une fiction bouleversante » (Femme actuelle), « un drame haletant, un casting féminin de haut vol » (Allociné),, « Tour à tour révoltante, attachante, amusante ou haletante, « Sauver Lisa » est une série qui interpelle sur le fond » (Le Parisien).